# Bokokius
Bokokius Roewer, 19424 è un genere di ragni appartenente alla famiglia Salticidae.

## Distribuzione
L'unica specie oggi nota di questo genere è stata rinvenuta sull'isola di Bioko, nel Golfo di Guinea.

## Tassonomia
A dicembre 2010, si compone di 1 specie:
- Bokokius penicillatus Roewer, 1942[2] — Bioko (Golfo di Guinea)